# Пифагорова четвёрка
Пифагорова четвёрка — кортеж целых чисел {\displaystyle (a,b,c,d)} таких, что {\displaystyle a^{2}+b^{2}+c^{2}=d^{2}}, при этом d > 0. Пифагорова четвёрка {\displaystyle (a,b,c,d)} определяет прямоугольный параллелепипед с длинами сторон |a|, |b| и |c|, диагональ которого имеет длину d. Пифагоровы четвёрки также называются пифагоровыми блоками.

## Параметризация примитивных четвёрок
Множество всех примитивных пифагоровых четвёрок, то есть тех, для которых НОД(a,b,c) = 1, имеет параметризацию
{\displaystyle a=m^{2}+n^{2}-p^{2}-q^{2},}
{\displaystyle b=2(mq+np),}
{\displaystyle c=2(nq-mp),}
{\displaystyle d=m^{2}+n^{2}+p^{2}+q^{2},}
где m, n, p, q — натуральные целые, НОД(m, n, p, q) = 1 и m + n + p + q ≡ 1 (mod 2). Таким образом, все примитивные пифагоровы четвёрки описываются тождеством Лебега
{\displaystyle (m^{2}+n^{2}+p^{2}+q^{2})^{2}=(2mq+2np)^{2}+(2nq-2mp)^{2}+(m^{2}+n^{2}-p^{2}-q^{2})^{2}.}

## Альтернативная параметризация
Все пифагоровы четвёрки (включая непримитивные и с повторениями) можно получить из двух натуральных чисел a и b следующим образом:
Если {\displaystyle a} и {\displaystyle b} имеют различную чётность, возьмём любой множитель p числа {\displaystyle a^{2}+b^{2}} такой, что {\displaystyle p^{2}<a^{2}+b^{2}}. Тогда {\displaystyle c=(a^{2}+b^{2}-p^{2})/(2p)} и {\displaystyle d=(a^{2}+b^{2}+p^{2})/(2p).} Заметим, что {\displaystyle p={d-c}.}
Похожий метод существует для {\displaystyle a,b} чётных с дополнительным ограничением, что {\displaystyle 2p} должно быть чётным делителем числа {\displaystyle a^{2}+b^{2}.} Такого метода не существует для случая, когда оба числа a и b нечётны.

## Свойства
Наибольшее число, которое всегда делит произведение abcd, равно 12. Четвёрка с минимальным произведением — (1, 2, 2, 3).

## Связь с кватернионами и рациональными ортогональными матрицами
Примитивная пифагорова четвёрка {\displaystyle (a,b,c,d)}, параметризованная с помощью {\displaystyle (m,n,p,q)}, соответствует первому столбцу матричного представления {\displaystyle E(\alpha )} сопряжения {\displaystyle \alpha (\cdot ){\overline {\alpha }}} с помощью кватерниона Гурвица {\displaystyle \alpha =m+ni+pj+qk}, суженного до подпространства {\displaystyle \mathbb {H} }, натянутого на {\displaystyle i,j,k}
{\displaystyle E(\alpha )={\begin{pmatrix}m^{2}+n^{2}-p^{2}-q^{2}&2np-2mq&2mp+2nq\\2mq+2np&m^{2}-n^{2}+p^{2}-q^{2}&2pq-2mn\\2nq-2mp&2mn+2pq&m^{2}-n^{2}-p^{2}+q^{2}\\\end{pmatrix}},}
где столбцы попарно ортогональны и каждый имеет норму d. Более того, {\displaystyle {\frac {1}{d}}E(\alpha )} {\displaystyle \in {\text{SO}}(3,\mathbb {Q} )}, и, фактически, все 3 × 3 ортогональные матрицы с рациональными коэффициентами появляются таким образом.

## Пифагоровы четвёрки с малой нормой
(1,2,2,3), (2,3,6,7), (1,4,8,9), (4,4,7,9),(2,6,9,11), (6,6,7,11), (4,8,8,12), (3,4,12,13), (2,5,14,15), (2,10,11,15), (1,12,12,17), (8,9,12,17), (1,6,18,19), (6,6,17,19), (6,10,15,19), (4,5,20,21), (4,8,19,21), (4,13,16,21), (8,11,16,21), (3,6,22,23), (3,14,18,23), (6,13,18,23), (9, 12, 20, 25), (12,15,16,25), (2,7,26,27), (2,10,25,27), (2,14,23,27), (7,14,22,27), (10,10,23,27), (3,16,24,29), (11,12,24,29), (12,16,21,29)